# Der alte Sünder
Der alte Sünder ist eine österreichische Literaturverfilmung von Franz Antel aus dem Jahr 1951. Sie beruht auf einem Bühnenstück von Martin Costa, der auch am Drehbuch beteiligt war.

## Handlung
Ferdinand Bauer ist Witwer und Vater von Franzi, Fanny und Medizinstudentin Fritzi. Er ist Inhaber des Damensalons Bauer und gilt in der Gesellschaft als Lebemann und Frauenversteher. Täglich geht er auf Anweisung des stillen Teilhabers Zirrhübel zu Empfängen, ist auf Bällen und Gesellschaften zu sehen und vermehrt so das Renommée des Hauses Bauer. Nur seine Töchter leiden unter dem ständig abwesenden Vater, der zudem am nächsten Morgen in der Regel betrunken nach Hause kommt, seine Kinder jedoch durch reiche Geldgeschenke stets beschwichtigen kann. Auch Buchhalterin Mizzi Hanak, die Ferdinand heimlich liebt, schweigt, solange die Eskapaden des Chefs gut für das Geschäft sind. Ferdinand wiederum würde zu gerne einmal Urlaub machen, entscheidet sich jedoch um, als die berühmte Tänzerin Yvonne Farini nach längerem Umwerben endlich als Kundin in seinem Geschäft erscheint.
Yvonne Farini lässt sich von Ferdinand ein Abendkleid schneidern und er ist von der schönen Frau hingerissen. Die berühmte Kundschaft lässt den Absatz des Damensalons in die Höhe schnellen. Gleichzeitig sorgt die Ménage à trois für Gesprächsstoff in der Stadt: Um Yvonne buhlt nicht nur Ferdinand, sondern auch der wohlhabende Sandor Gyöngyoshazy. Beide Männer machen der Tänzerin immer wertvollere Geschenke und sie lässt beide zappeln. Mizzi wiederum beginnt zu warnen, übersteigen die Ausgaben doch inzwischen die Einnahmen des Salons. Ferdinand erkennt, dass es so nicht weitergehen kann, und sagt ein Treffen mit Yvonne spontan ab. Stattdessen geht er mit Mizzi in ein Pratercafé, wo jedoch prompt auch Yvonne mit Sandor erscheint. Sie lädt Ferdinand zu einem Ball ein, auf dem sie sein neues Kleid tragen werde, und Ferdinand vergisst alle guten Vorsätze. Mizzi will am nächsten Tag kündigen, weil sie die Verantwortung für die Bücher des Hauses Bauer nicht mehr übernehmen will. Ferdinand entscheidet sich für einen radikalen Bruch: Er übergibt den Damensalon als Schenkung an seine Töchter.
In der Folgezeit geht es mit dem Damensalon rapide bergab. Ferdinands Töchter können nicht wirtschaften und lassen wahllos Geld aus der Kasse entnehmen. Die Kunden bleiben aus, weil sie nicht mehr vom charmanten Ferdinand beraten werden. Da er sich auch aus der Öffentlichkeit zurückgezogen hat, entfällt zudem jede Werbung für das Geschäft. Zwar versucht Zirrhübel, in Ferdinands Lebemann-Fußstapfen zu treten, muss jedoch erst mühsam tanzen lernen und besitzt auch nicht Ferdinands Charme. Eines Tages erscheint Yvonne bei Ferdinand und lädt ihn zu ihrem neuen Programm ein. Er sagt ab, schleicht sich jedoch heimlich abends aus dem Haus. An Yvonnes Garderobentür hört er Yvonne mit Sandor flirten. Dabei sagt sie ihm, dass Ferdinand keine Gefahr für ihn darstelle, da er nur ein Schneider sei. Ferdinand kehrt ernüchtert heim und verbringt die Nacht über den Geschäftsbüchern. Erst jetzt wird ihm die Misswirtschaft seiner Töchter klar und er will die Schenkung am nächsten Tag rückgängig machen. Die Töchter weigern sich, auf das Geschäft zu verzichten, habe er selbst doch gezeigt, dass er ebenso wenig wirtschaften kann, und Ferdinand ist erschüttert. Eine weitere Diskussion erübrigt sich bald, weil das Geschäft infolge eines Börsenkrachs sowieso insolvent ist. Das Geschäft wird mitsamt der Einrichtung versteigert. Von Ferdinand unbemerkt ersteigert Mizzi einen Teil der Ausstattung und eröffnet unweit des alten Damensalons Bauer einen neuen Modeladen. Es ist Zirrhübel, der Ferdinand zu seinem neuen Laden führt, dessen Mitarbeiter nun neben dem langjährigen Schneider Pschistranek auch die Töchter Fritzi, Fanny und Franzi sind. Sie haben bereits erste Aufträge erhalten und bald kommt die erste Kundin in den Laden und ist von Ferdinands Charme sofort eingenommen. Ferdinand verlobt sich kurz darauf mit Mizzi, während Fritzi im wohlhabenden Bierbrauer Josef Brandner einen zukünftigen Ehemann findet.

## Produktion
Der alte Sünder beruht auf Martin Costas gleichnamigem Bühnenstück. Es war das erste Stück, mit dem Paul Hörbiger nach Ende des Zweiten Weltkriegs auf Nachkriegstournee nach Deutschland kam; dabei übernahm er wie im Film die Rolle des Ferdinand.
Produziert wurde der Film in Sievering in den dortigen Filmstudios, die Außenaufnahmen entstanden in Wien und Umgebung. Die Filmbauten stammen von Felix Smetana, die Kostüme schuf Gerdago. Der Film erlebte am 8. März 1951 seine Deutschlandpremiere. Maria Andergast und Paul Hörbiger singen im Film das Lied Ja da kann man nichts machen, was liegt schon dran. Paul Hörbiger ist zudem mit dem Lied Der alte Sünder zu hören.

## Rezeption
Der alte Sünder war nicht nur der vielleicht erfolgreichste Film Paul Hörbigers, sondern wirkte bei ihm als Spitzname fort.

## Kritik
„Auf Heurigenromantik ausgerichtete, veraltete Lustspielunterhaltung“, befand der film-dienst.